# Bagnasco
Bagnasco (piemontesisch Bagnasch) ist eine Gemeinde in der italienischen Provinz Cuneo (CN), Region Piemont.

## Lage und Einwohner
Bagnasco liegt 64 Straßenkilometer östlich von der Provinzhauptstadt Cuneo auf einer Höhe von 483 m über dem Meeresspiegel. Der Tanaro fließt neben dem Dorf vorbei  Das Gemeindegebiet umfasst eine Fläche von 31,95 km² und hat 961 Einwohner (Stand 31. Dezember 2023).
Die Nachbargemeinden sind Battifollo, Calizzano, Lisio, Massimino (SV), Nucetto, Perlo, Priola und Viola (SV).

## Geschichte

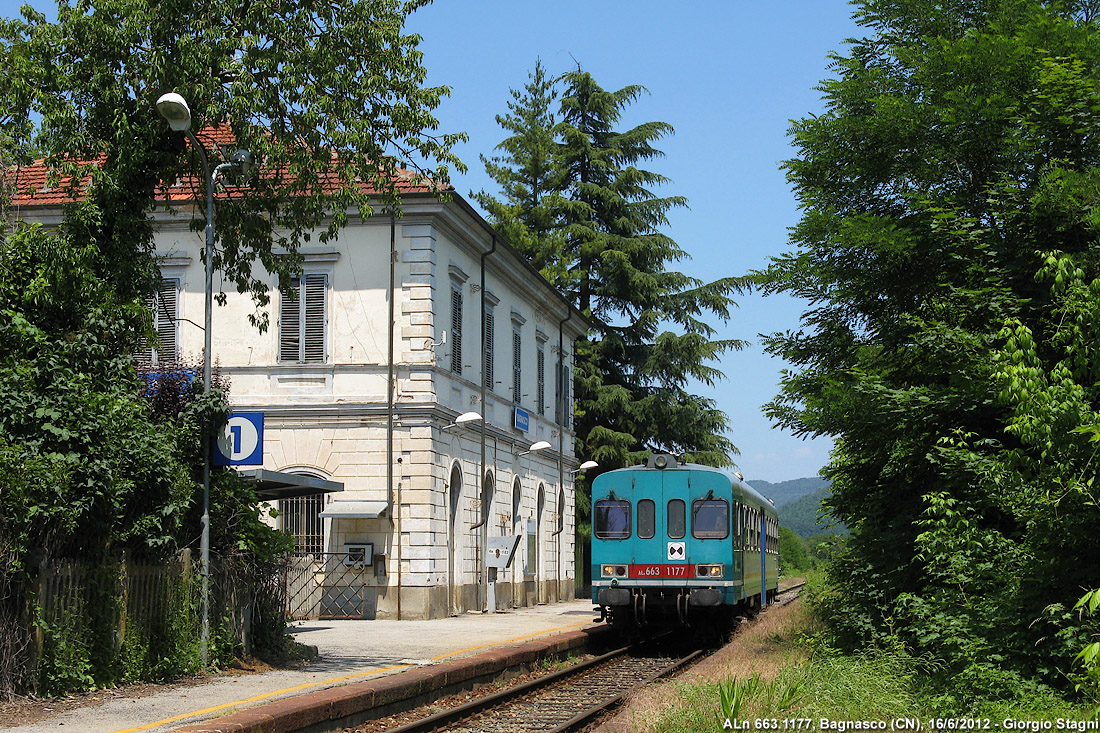
Der Bahnhof von Bagnasco

In einem Dokument aus der zweiten Hälfte des 10. Jahrhunderts wurde es mit dem Namen „Bangiascus“ erwähnt, später wurde es als „Bagnascus“, „Baniascus“ und „Bannascus“ bezeugt. Der Ortsname leitet sich nicht nur vom lateinischen BALNEUM ab, was „Badeplatz“ bedeutet, sondern auch vom römischen Adligen BANIUS mit dem Zusatz -ASCUS, ligurischen Ursprungs.
Die Ursprünge des Dorfes sind sehr alt. Die erste menschliche Siedlung in der Gegend geht höchstwahrscheinlich auf die ligurischen Stazielli zurück, die im 2. Jahrhundert n. Chr. von den Römern unterworfen wurden. Er gehörte dem Alba-Komitee an und lernte die Konfession der Sarazenen zu Beginn des 9. Jahrhunderts kennen. Im Jahr 967 bestätigte Kaiser Otto I. es dem Marquis Aleramo. Anschließend ging es an die Markgrafen von Ceva über, die es auch im Namen der Republik Asti regierten, bis es schließlich an die Visconti von Mailand, die Orléans und verschiedene andere Herrschaften gelangte. 1588 gelangte die Ortschaft endgültig unter die Kontrolle der Savoyer gelangten.
Im November 1994 wurde die Gemeinde von einer heftigen Überschwemmung heimgesucht. Drei Tage ununterbrochener Regenfälle, die das gesamte obere Tanaro-Tal erfassten, verursachten einen hohen Sachschaden, unter anderem wurde die antike römische Brücke schwer beschädigt.
Seit 1889 hat Bagnasco einen Bahnhof an der Bahnstrecke Ceva–Ormea. Am 17. Juni 2012 wurde der Bahnverkehr auf dieser Strecke komplett eingestellt. Mit der Wiedereröffnung der Strecke für touristische Zwecke wurde die Strecke und der Bahnhof am 11. September 2016 wieder in Betrieb genommen.

## Sehenswürdigkeiten
- Die Kirche Santa Giuditta aus dem 17. Jahrhundert.
- Die Kirche Sant’Antonio aus dem 19. Jahrhundert, in der Sie wertvolle Kunstwerke bewundern können, darunter Fresken, Statuen und romanisch-lombardische Säulen.
- Die Pfarrkirche Santa Margherita, ursprünglich im romanischen Stil, später in barocke Formen umgewandelt.
- Die Kapellen San Sebastiano, San Rocco, Madonna del Ponte und Santa Croce, die kürzlich restauriert und als kleine Alpenkirche genutzt wurden.